# 希爾頓阿姆斯特丹

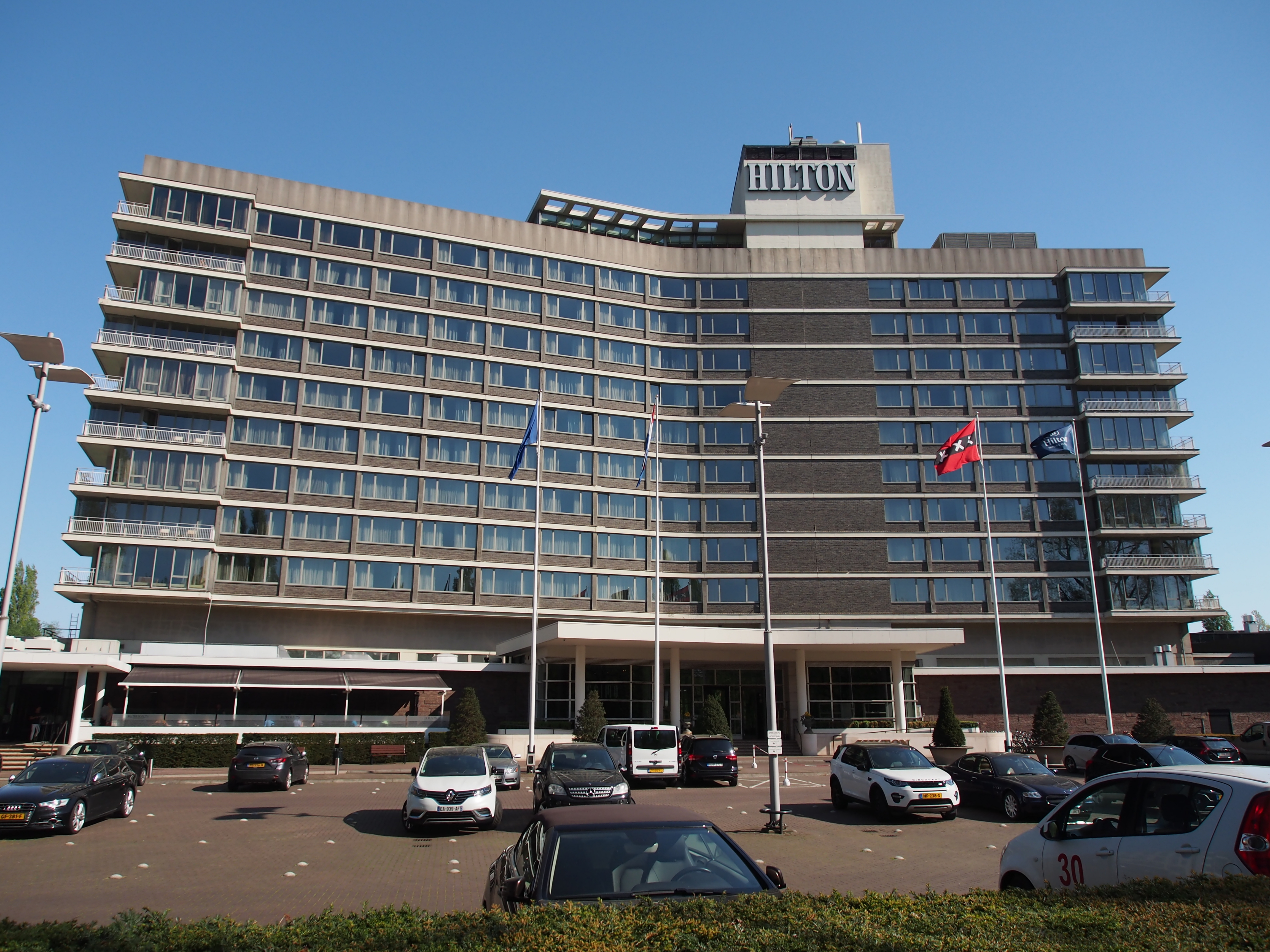

希爾頓阿姆斯特丹（Hilton Amsterdam）是荷蘭首都阿姆斯特丹的一座酒店。

## 历史
這座酒店開業於1962年5月9日。1969年，約翰·列儂和小野洋子在此Bed-In，呼籲和平。現在希爾頓阿姆斯特丹共有271間客房。

## 外部連結
- 官方网站

52°21′5″N 4°52′20″E / 52.35139°N 4.87222°E